# Retzow
Retzow est une commune allemande de l'arrondissement du Pays de la Havel, Land de Brandebourg.

## Géographie
| Pessin        |        | Paulinenaue |
|               | Retzow |             |
| Märkisch Luch |        | Nauen       |

Retzow se trouve sur la Bundesstraße 5.

## Histoire
Retzow est mentionné pour la première fois en 1269 sous le nom de Rizzowe. Le village est sans doute d'origine slave, car il est mentionné en 1289 sous le nom de Vresowa.

## Source
- (de) Cet article est partiellement ou en totalité issu de l’article de Wikipédia en allemand intitulé « Retzow » (voir la liste des auteurs).